# パブロ・タバチニク
パブロ・タバチニク（Pablo Tabachnik、1977年11月20日- ）はアルゼンチンの卓球選手。2009年1月時点で世界ランクは228位。

## 略歴
これまでに数々の大会に出場しているが、パンナム・ゲームズや南米選手権などではシングルス、ダブルス、団体戦と全ての種目において絶えず上位に進出しているものの、世界に出ると力不足を露呈し早期敗退してしまう事が多い。
1993年から出場している世界選手権ではシングルスで一回戦を突破した事が無く、その他の種目の成績も芳しくないが、一度だけ2007年のザグレブ大会においてダブルスで三回戦にまで進出した事がある。
ITTFプロツアーには1999年から参加しており、幾度かダブルスでベスト16に入っているが、出場した大会は全てアメリカ大陸での開催であり、その他の地域のプロツアーには参加した事が無い。
オリンピックにはシドニー五輪、アテネ五輪、北京五輪の三大会に出場している。北京五輪ではシングルスにおいてエジプトのエル＝サイード・ラシンとセットオールにまでもつれ込む大激戦を繰り広げたが、惜しくも敗れて予選敗退となった。

## プレースタイル
ブロックで相手を振り回すようなプレーと溢れる闘争心が持ち味。自ら能動的に仕掛けるのを不得手としており、ラリー戦に持ち込まれるような展開は苦手としている。

## 主な戦績
- 1995年
  - パンナム・ゲームズマル・デル・プラタ大会 男子ダブルス準優勝
- 1998年
  - 南米選手権メキシコシティ大会 男子ダブルス ベスト4
- 1999年
  - パンナム・ゲームズウィニペグ大会 男子団体準優勝
- 2000年
  - 南米選手権コキンボ大会 男子ダブルス ベスト4、男子団体準優勝
- 2003年
  - 南米選手権エルサルバドル大会 男子ダブルス準優勝
  - パンナム・ゲームズサントドミンゴ大会 男子ダブルス ベスト4
- 2004年
  - 南米選手権バルビディア大会 男子シングルス ベスト8、男子ダブルス優勝、男子団体準優勝
- 2005年
  - 南米選手権プンタ・デル・エステ大会 男子ダブルス優勝、男子団体準優勝
- 2006年
  - 南米選手権メデリン大会 男子シングルス ベスト4、男子ダブルス準優勝、男子団体優勝
  - ITTFプロツアー・シンガポールオープン 男子ダブルス ベスト16
- 2007年
  - 第49回世界選手権ザグレブ大会 男子ダブルス ベスト32
  - 南米選手権グァルーリョス大会 男子ダブルス準優勝、男子団体準優勝
  - パンナム・ゲームズリオデジャネイロ大会 男子シングルス ベスト8、男子団体準優勝
- 2008年
  - 南米選手権サントドミンゴ大会 男子シングルス ベスト8、男子ダブルス優勝、男子団体準優勝
- 2009年
  - 南米選手権サンサルバドル大会 男子シングルス ベスト4